# Philip Hart

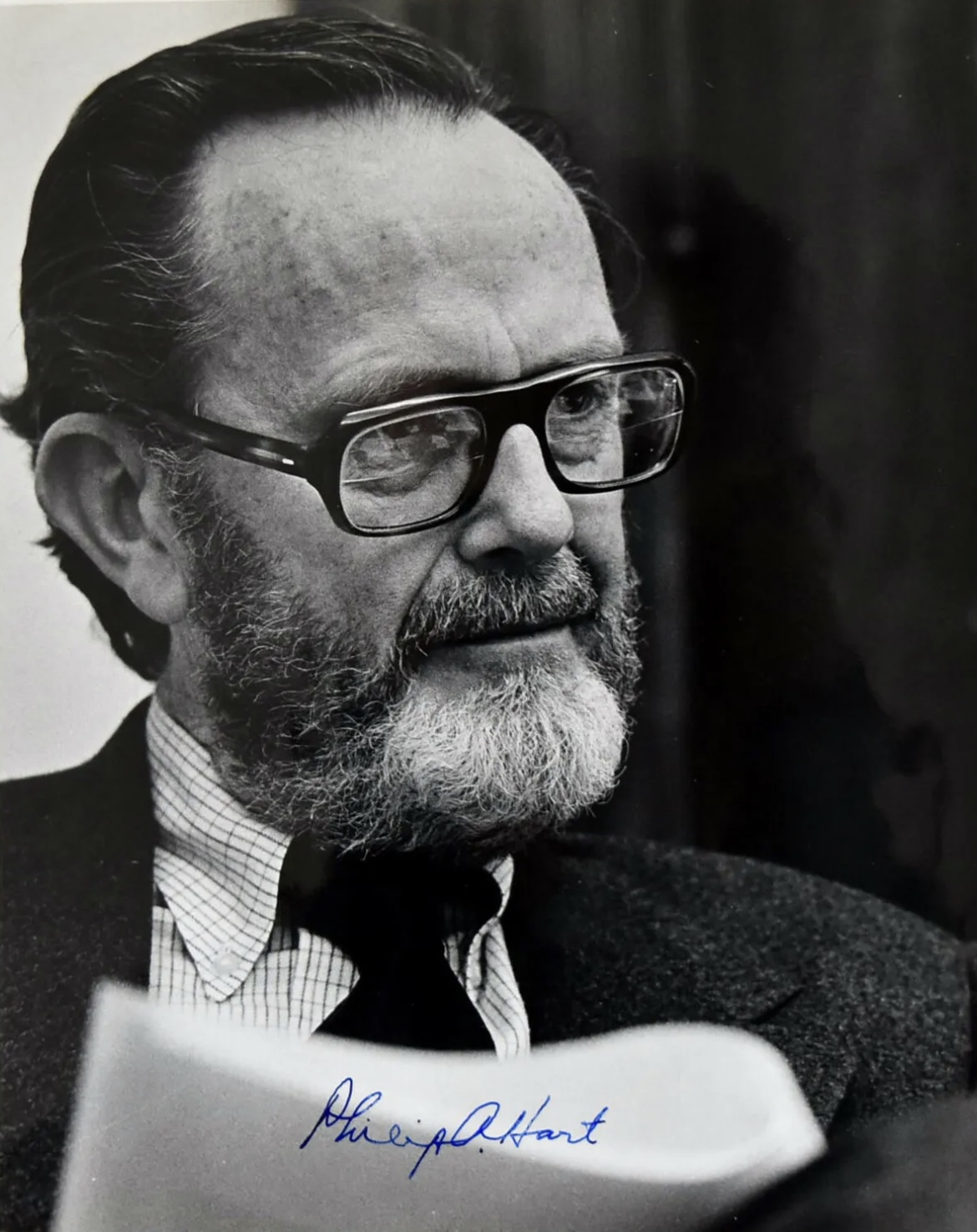
Philip Hart

Philip Aloysius Hart, född 10 december 1912 i Bryn Mawr, Pennsylvania, död 26 december 1976 i Washington, D.C., var en amerikansk demokratisk politiker. Han representerade delstaten Michigan i USA:s senat från 1959 fram till sin död. Han kallades "The Conscience of the Senate".
Hart utexaminerades 1934 från Georgetown University. Han avlade 1937 juristexamen vid University of Michigan och inledde 1938 sin karriär som advokat i Detroit. Han deltog i andra världskriget i USA:s armé. Han var med om Dagen D och sårades i samband med landstigningen på Utah Beach.
Hart arbetade 1952-1953 som federal åklagare. Han tjänstgjorde 1955-1958 som viceguvernör i Michigan.
Hart besegrade den sittande senatorn Charles E. Potter i senatsvalet 1958. Han omvaldes 1964 och 1970. Hart avled 1976 i cancer och efterträddes av Donald W. Riegle som några veckor tidigare hade valts till hans efterträdare i senatsvalet 1976.
Hart gravsattes på Saint Anns Cemetery i Mackinac County. Hart Senate Office Building har fått sitt namn efter Philip Hart.